# Dewan Negara
Dewan Negara còn được gọi là Thượng viện Malaysia hay Hội đồng Quốc gia Malaysia là thượng viện của Nghị viện Malaysia. Dewan Negara gồm 70 thượng nghị sĩ: 26 bổ nhiệm bởi Cơ quan lập pháp bang, 2 cho mỗi bang và 44 bổ nhiệm bởi Yang di-Pertuan Agong, 4 cho lãnh thổ liên bang.
Dewan Negara xét lại luật đã được thông qua bởi Dewan Rakyat, hạ viện. Cả hai viện họp chung tại Kuala Lumpur và thống nhất dự thảo luật trước khi đệ trình lên nhà vua phê chuẩn. Dewan Negara có thể trì hoãn không thông qua dự luật lên tới 1 năm trước khi đệ trình lên nhà vua.
Ban đầu, Dewan Negara được thành lập để giám sát hoạt động Dewan Rakyat và đại diện cho lợi ích của các tiểu bang khác nhau. Tuy nhiên, với hiến pháp ban đầu phần lớn các thượng nghị sĩ tiểu bang được bầu đã được sửa đổi do nhà vua bổ nhiệm đa số như hiện nay.

## Đại biểu
Các thành viên của Dewan Negara được gọi chung là thượng nghị sĩ, "Ahli Dewan Negara" (nghĩa là đại biểu của Dewan Negara). Nhiệm kỳ là 3 năm thượng nghị sĩ có thể được bổ nhiệm liên tục hoặc không liên tục.
Mỗi hội đồng lập pháp tiểu bang lựa chọn 2 nghị sĩ. Nhà vua bổ nhiệm 2 thượng nghị sĩ cho mỗi vùng lãnh thổ liên bang là Kuala Lumpur, và 1 cho Labuan và Putrajaya theo sự tham vẫn của Thủ tướng.
>40 thượng nghị sĩ không phân biệt tiểu bang được nhà vua bổ nhiệm theo sự tham vấn của Thủ tướng. Thượng nghị sĩ khi được bổ nhiệm phải "đại diện cho lĩnh vực hành chính công hoặc trong nghề nghiệp, thương mại, công nghiệp, nông nghiệp, hoạt động văn hoá hoặc dịch vụ xã hội hoặc được đại diện cho thiểu số chủng tộc hoặc có khả năng đại diện cho quyền lợi của Orang Asli (người bản xứ Mã Lai).
Để trở thành thượng nghị sĩ phải là:
- Công dân Malaysia 30 tuổi
- Không có quốc tịch khác ngoài Malaysia
- Không chịu án tù từ 1 năm hoặc lâu hơn
- Không từng chịu phạt 2000 RM trở lên
- Nắm giữ một chức vụ có lợi nhuận trong các dịch vụ công

Nghị viện có thể tăng thượng nghị sĩ lên 3 phần tiểu bang, giảm số lượng thượng nghị sĩ bổ nhiệm hoặc bãi bỏ chức vụ thượng nghị sĩ hoàn toàn.
Thượng nghị sĩ có thể được bổ nhiệm làm thành viên Nội các do nhà vua bổ nhiệm theo tham vấn của Thủ tướng. Thủ tướng không bao giờ là thành viên của Dewan Negara, mà Thủ tướng là thành viên của Dewan Rakyat.
Dewan Negara không ảnh hưởng trong cuộc bầu cử của Dewan Rakyat, thượng nghị sĩ tiếp tục đảm nhiệm khi Dewan Rakyat bị giải tán tổ chức tuyển cử mới.
Dewan Negara bầu chủ tịch Dewan Negara theo nguyên tắc của Dewan Negara.

## Quyền hạn và lập pháp
Dewan Negara có quyền lập dự thảo luật trừ các vấn đề tài chính và ngân sách. Bất kỳ dự luật nào đầu tiên cũng phải thông qua bởi Dewan Rakyat, sau đó được Dewan Negara thảo luận trong 3 phiên họp. Tại phiên họp đầu tiên, người đề xuất trình bày dự thảo với hội nghị. Phiên họp thứ 2 dự thảo được tranh luận. Phiên họp thứ 3 biểu quyết bác bỏ hoặc thông qua. Dewan Negara có thể không trực tiếp bác bỏ dự thảo, chỉ được phép trì hoãn trong vòng 1 tháng hoặc 1 năm trong hoàn cảnh nhất định.
Sau khi dự thảo được thông qua, sẽ được đệ trình lên nhà vua. Nếu nhà vua tỏ ra quan ngại hoặc trong vòng 30 ngày dự thảo không được thông qua thì sẽ được trả về Nghị viên với đề xuất sửa đổi. Dự thảo này tiếp tục phải được chấp thuận của 2 viện, sau đó tiếp tục đệ trình nhà vua, nếu nhà vua tỏ ra chần chừ không thông qua trong vòng 30 ngày thì dự thảo sẽ trở thành luật. Luật được công bố chính thức tại Công báo chính phủ và có hiệu lực kể từ khi công bố.
Mặc dù thành viên của Nghị viện có quyền miễn truy tố trong khi thảo luận, nhưng có 1 quy tắc bất khả xâm phạm là cấm thảo luận một số điều trong Hiến pháp, như Bahasa Malaysia là quốc ngữ chính hay đặc quyền Bumiputra.

## Thành viên hiện tại
Thành viên Dewan Negara đến 29/7/2015.
| Đảng nhóm chính trị                                                                                      | Bầu bởi Lập pháp địa phương | Bổ nhiệm bởi nhà vua | Tổng ghế |
| --- | --------------------------- | -------------------- | -------- |
| Mặt trận Dân tộc (Barisan Nasional, BN):                                                                 | 19                          | 36                   | 55       |
| Tổ chức Dân tộc Mã Lai Thống nhất (Pertubuhan Kebangsaan Melayu Bersatu, UMNO)                           | 11                          | 20                   | 31       |
| Công hội người Hoa Malaysia (Persatuan Cina Malaysia, MCA)                                               | 5                           | 5                    | 10       |
| Đại hội người Ấn Malaysia (Kongres India Se-Malaysia, MIC)                                               | 0                           | 5                    | 5        |
| Đảng Thống nhất Truyền thống Bumiputera (Parti Pesaka Bumiputera Bersatu, PBB)                           | 2                           | 0                    | 2        |
| Đảng Phong trào Nhân dânMalaysian (Parti Gerakan Rakyat Malaysia, Gerakan)                               | 0                           | 1                    | 1        |
| Đảng Dân chủ Tự do (Parti Liberal Demokratik, LDP)                                                       | 0                           | 1                    | 1        |
| Đảng Liên hiệp Sabah (Parti Bersatu Sabah, PBS)                                                          | 0                           | 1                    | 1        |
| Đảng Tiến bộ Nhân dân (Parti Progresif Penduduk Malaysia, PPP)                                           | 0                           | 1                    | 1        |
| Đảng Nhân dân Sarawak (Parti Rakyat Sarawak, PRS)                                                        | 0                           | 1                    | 1        |
| Đảng Liên hiệp Nhân dân Sarawak (Parti Rakyat Bersatu Sarawak, SUPP)                                     | 0                           | 1                    | 1        |
| Tổ chức Pasokmomogun Kadazandusun Murut Thống nhất (Pertubuhan Pasok Momogun Kadazandusun Bersatu, UPKO) | 1                           | 0                    | 1        |
| Đảng Hành động Dân chủ (Parti Tindakan Demokratik, DAP)                                                  | 2                           | 0                    | 2        |
| Đảng Hồi giáo liên Malaysia (Parti Islam Se-Malaysia, PAS)                                               | 2                           | 0                    | 2        |
| Đảng Công lý Nhân dân (Parti Keadilan Rakyat, PKR)                                                       | 2                           | 0                    | 2        |
| Đại hội Hồi giáo Ấn Độ Malaysia (Kongres India Muslim Malaysia, KIMMA)                                   | 0                           | 1                    | 1        |
| Đảng Thống nhất Ấn Độ Malaysian (Parti Bersatu India Malaysia, MIUP)                                     | 0                           | 1                    | 1        |
| Không đảng phái (Ahli politik bebas, IND)                                                                | 0                           | 4                    | 4        |
| Số lượng ghế hiện tại                                                                                    | 25                          | 42                   | 67       |
| Khuyết                                                                                                   | 1                           | 2                    | 3        |
| Số ghế Dewan Negara                                                                                      | 26                          | 44                   | 70       |